# Бої

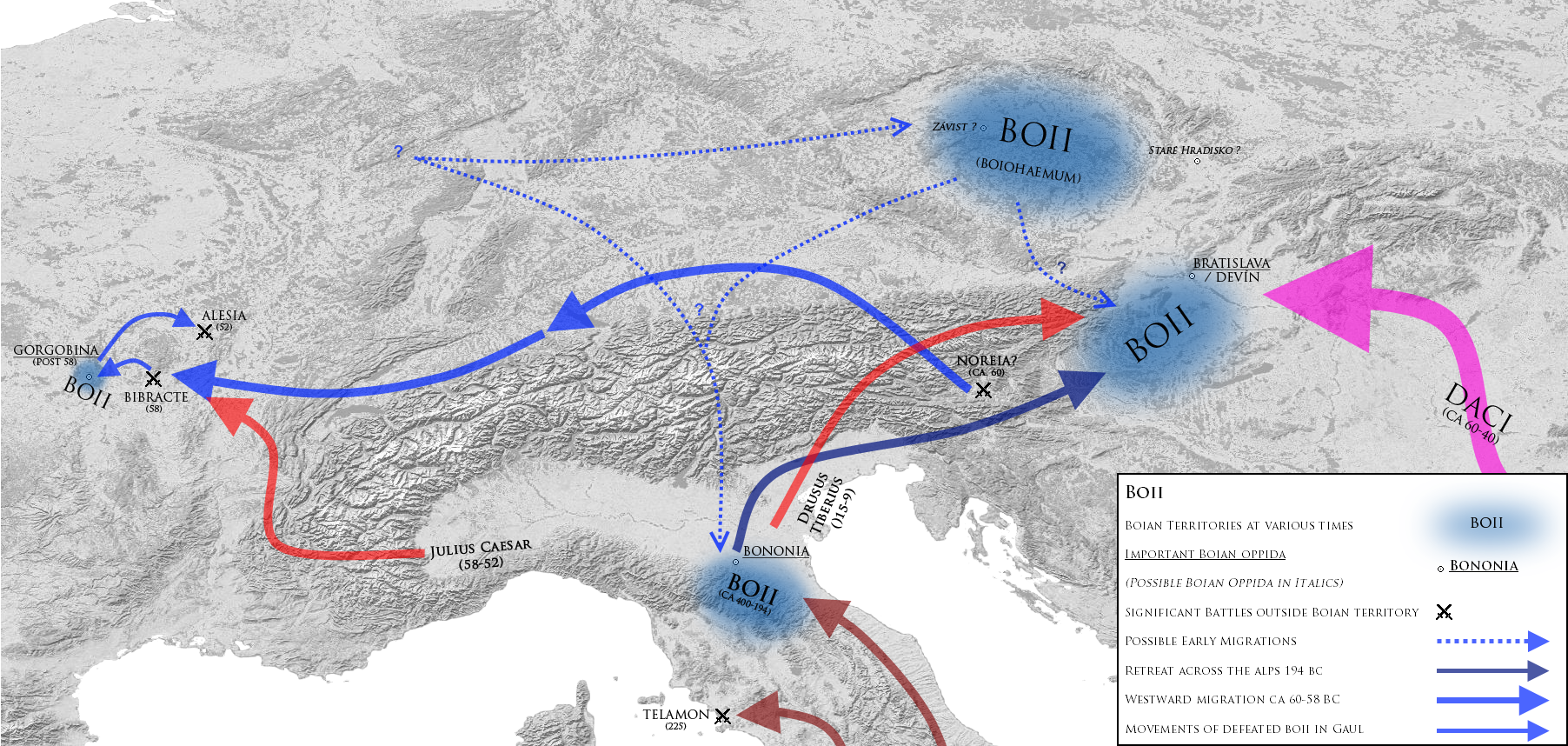
Міграція боїв

Бої (лат. Boii, грец. Βοιοι) — група кельтських племен. До IV ст. до н. е. заселяли територію сучасних Чехії, Австрії, південної частини Німеччини і Швейцарії. У середині IV ст. до н. е. деякі бої перейшли через Альпи, розселилися у долині річки По (Італія), витіснили місцевих етрусків і умбрів та перетворили колишнє етруське місто Фельсіну у своє укріплене місто, під назвою Бононія (нині Болонья). В І ст. до н. е. бої були частково романізовані; частина боїв, переселена римлянами на Балканський півострів, була винищена племенами гетів і даків.

## Назва
Однозначного трактування немає. Деякі дослідники виводять від кельтського bhoi — воїн, інші інтерпретують назву від індоєвропейського кореня *gʷowjeh³s — «володар худоби».
Від імені боїв, окрім Бононії походять назви Богемії, Баварії (нім. Bayern). Були спроби пов'язати з цим етнонімом і назву «бойки», зараз ця версія вважається безпідставною.